# Tatiana Sadovskaya
Tatiana Kirílovna Sadóvskaya –en ruso, Татьяна Кирилловна Садовская– (Kúibyshev, 3 de abril de 1966) es una deportista soviética que compitió en esgrima, especialista en la modalidad de florete.
Participó en dos Juegos Olímpicos de Verano, obteniendo una medalla de bronce en Barcelona 1992, en la prueba individual, y el cuarto lugar en Seúl 1988, por equipos.
Ganó cuatro medallas en el Campeonato Mundial de Esgrima entre los años 1989 y 1991.

## Palmarés internacional
| Representando a la URSS           |                         |                   |                     |
| Campeonato Mundial                |                         |                   |                     |
| Año                               | Lugar                   | Medalla           | Prueba              |
| 1989                              | Denver (Estados Unidos) | Medalla de plata  | Florete por equipos |
| 1990                              | Lyon (Francia)          | Medalla de plata  | Florete por equipos |
| 1991                              | Budapest (Hungría)      | Medalla de plata  | Florete por equipos |
| 1991                              | Budapest (Hungría)      | Medalla de bronce | Florete individual  |
| Representando al Equipo Unificado |                         |                   |                     |
| Juegos Olímpicos                  |                         |                   |                     |
| Año                               | Lugar                   | Medalla           | Prueba              |
| 1992                              | Barcelona (España)      | Medalla de bronce | Florete individual  |